# ريج ماغواير
ريج ماغواير (بالإنجليزية: Reg McGuire)‏ (24 أغسطس 1959 في المملكة المتحدة - ) هو لاعب كرة قدم بريطاني في مركز الهجوم. لعب مع نادي بانغور سيتي ونادي ترانمير روفرز لكرة القدم.

## وصلات خارجية
- ريج ماغواير على موقع قاعدة بيانات كرة القدم.إي يو (الإنجليزية)